# Jean Roche
Jean Roche, född 14 januari 1901 i Sorgues, Frankrike, död 24 maj 1992, var en fransk biokemist.
Jean Roche tog en läkarexamen vid Universitetet i Montpellier och var verksam forskare ett tag i den staden innan han 1925 flyttade till Strasbourg där han forskade inom biokemi fram till 1930. Under en kort period var han biträdande professor vid medicinska fakulteten på Universitetet i Lyon men utnämndes 1931 till professor i biokemi i Marseille. 1947 blev han professor vid Collège de France i Paris och 1961 utnämndes han till rektor vid Sorbonne, Paris universitet.
Roche forskade främst på enzymers jämförande biokemi och hans viktigaste forskning var kring sköldkörtelhormonets biokemi, speciellt i förhållande till jodmetabolismen. 
Roche invaldes 1969 som utländsk ledamot av Vetenskapsakademien i Stockholm.